# Concressault
Concressault és un municipi francès, situat al departament de Cher i a la regió de Centre – Vall del Loira. L'any 2007 tenia 226 habitants.

## Demografia

### Població
El 2007 la població de fet de Concressault era de 226 persones. Hi havia 96 famílies, de les quals 28 eren unipersonals (12 homes vivint sols i 16 dones vivint soles), 36 parelles sense fills, 28 parelles amb fills i 4 famílies monoparentals amb fills.
La població ha evolucionat segons el següent gràfic:
Habitants censats

### Habitatges
El 2007 hi havia 159 habitatges, 101 eren l'habitatge principal de la família, 37 eren segones residències i 20 estaven desocupats. 152 eren cases i 5 eren apartaments. Dels 101 habitatges principals, 76 estaven ocupats pels seus propietaris, 19 estaven llogats i ocupats pels llogaters, i 6 estaven cedits a títol gratuït; 11 tenien dues cambres, 14 en tenien tres, 29 en tenien quatre, i 48 en tenien cinc o més. 72 habitatges disposaven pel capbaix d'una plaça de pàrquing. Per cada 48 habitatges hi havia un automòbil i per cada 46 n'hi havia dos o més.

### Piràmide de població
La piràmide de població per edats i sexe el 2009 era:
| Homes | Edats   | Dones |
| ----- | ------- | ----- |
| 0     | 95 o +  | 0     |
| 0     | 90 a 94 | 4     |
| 0     | 85 a 89 | 4     |
| 0     | 80 a 84 | 4     |
| 4     | 75 a 79 | 12    |
| 8     | 70 a 74 | 8     |
| 4     | 65 a 69 | 8     |
| 4     | 60 a 64 | 4     |
| 4     | 55 a 59 | 0     |
| 12    | 50 a 54 | 8     |
| 8     | 45 a 49 | 8     |
| 8     | 40 a 44 | 8     |
| 4     | 35 a 39 | 0     |
| 8     | 30 a 34 | 8     |
| 4     | 25 a 29 | 4     |
| 4     | 20 a 24 | 4     |
| 8     | 15 a 19 | 4     |
| 4     | 10 a 14 | 4     |
| 12    | 5 a 9   | 8     |
| 0     | 0 a 4   | 12    |

## Economia
El 2007 la població en edat de treballar era de 133 persones, 95 eren actives i 38 eren inactives. De les 95 persones actives 89 estaven ocupades (48 homes i 41 dones) i 6 estaven aturades (3 homes i 3 dones). De les 38 persones inactives 21 estaven jubilades, 8 estaven estudiant i 9 estaven classificades com a «altres inactius».

### Ingressos
El 2009 a Concressault hi havia 102 unitats fiscals que integraven 219 persones, la mediana anual d'ingressos fiscals per persona era de 15.884 €.

### Activitats econòmiques
Dels 5 establiments que hi havia el 2007, 1 era d'una empresa de fabricació d'altres productes industrials, 1 d'una empresa de comerç i reparació d'automòbils, 1 d'una empresa de transport, 1 d'una empresa de serveis i 1 d'una empresa classificada com a «altres activitats de serveis».
L'únic establiment comercial que hi havia el 2009 era una floristeria.
L'any 2000 a Concressault hi havia 6 explotacions agrícoles.

## Equipaments sanitaris i escolars
El 2009 hi havia una escola elemental integrada dins d'un grup escolar amb les comunes properes formant una escola dispersa.

## Poblacions més properes
El següent diagrama mostra les poblacions més properes.